# 1978 OQ
1978 OQ är en asteroid i huvudbältet som upptäcktes den 28 juli 1978 av Perth-observatoriet.
Asteroiden har en diameter på ungefär 9 kilometer.